# Moc předivná
Moc předivná (v německém originále Von guten Mächten) je báseň německého teologa a bojovníka proti nacismu Dietricha Bonhoeffera. Ten ji napsal v prosinci 1944, kdy jej věznil Hlavní říšský bezpečnostní úřad v Berlíně, a jedná se o jeho poslední dochovaný teologický text, než byl 9. dubna 1945 popraven.
I v němčině byl text několikrát zhudebněn a je známý především jako duchovní píseň. Do češtiny jej přeložili Dagmar Pokorná a Petr Pokorný pod názvem O předivné, tiché moci, ale podobně jako v německém prostředí je známá především písňová podoba jejich textu, který doplnil hudbou Miloš Rejchrt a ve zpěvnících (mj. Svítá a Hosana) je pod názvem Moc předivná, který je i jejím incipitem.
Odlišný překlad básně (dle tiráže od Václava Renče), nadepsaný „V moci dobrých sil“ a s incipitem „Obklopen věrně mocí dobrých sil“, je uveden v knize: Dietrich Bonhoeffer, Na cestě ke svobodě: Listy z vězení, Praha: Vyšehrad 1991, s. 278.

## Německý text
Německý text používá pro první i poslední sloku obdobný začátek, přičemž úvodní Von guten Mächten treu und still umgeben je obvykle považováno za název básně, ale poslední sloka Von guten Mächten wunderbar geborgen … je coby poselství někdy používána jako refrén a její začátek patří v německy mluvících zemích mezi typické fráze na přáníčkách.
1. Von guten Mächten treu und still umgeben,

behütet und getröstet wunderbar,

so will ich diese Tage mit euch leben

und mit euch gehen in ein neues Jahr.

2. Noch will das alte unsre Herzen quälen,

noch drückt uns böser Tage schwere Last.

Ach Herr, gib unsern aufgeschreckten Seelen

das Heil, für das du uns geschaffen hast.

3. Und reichst du uns den schweren Kelch, den bittern

des Leids, gefüllt bis an den höchsten Rand,

so nehmen wir ihn dankbar ohne Zittern

aus deiner guten und geliebten Hand.

4. Doch willst du uns noch einmal Freude schenken

an dieser Welt und ihrer Sonne Glanz,

dann wolln wir des Vergangenen gedenken,

und dann gehört dir unser Leben ganz.

5. Laß warm und hell die Kerzen heute flammen,

die du in unsre Dunkelheit gebracht,

führ, wenn es sein kann, wieder uns zusammen.

Wir wissen es, dein Licht scheint in der Nacht.

6. Wenn sich die Stille nun tief um uns breitet,

so laß uns hören jenen vollen Klang

der Welt, die unsichtbar sich um uns weitet,

all deiner Kinder hohen Lobgesang.

7. Von guten Mächten wunderbar geborgen,

erwarten wir getrost, was kommen mag.

Gott ist bei uns am Abend und am Morgen

und ganz gewiß an jedem neuen Tag.